# Jón Steingrímsson

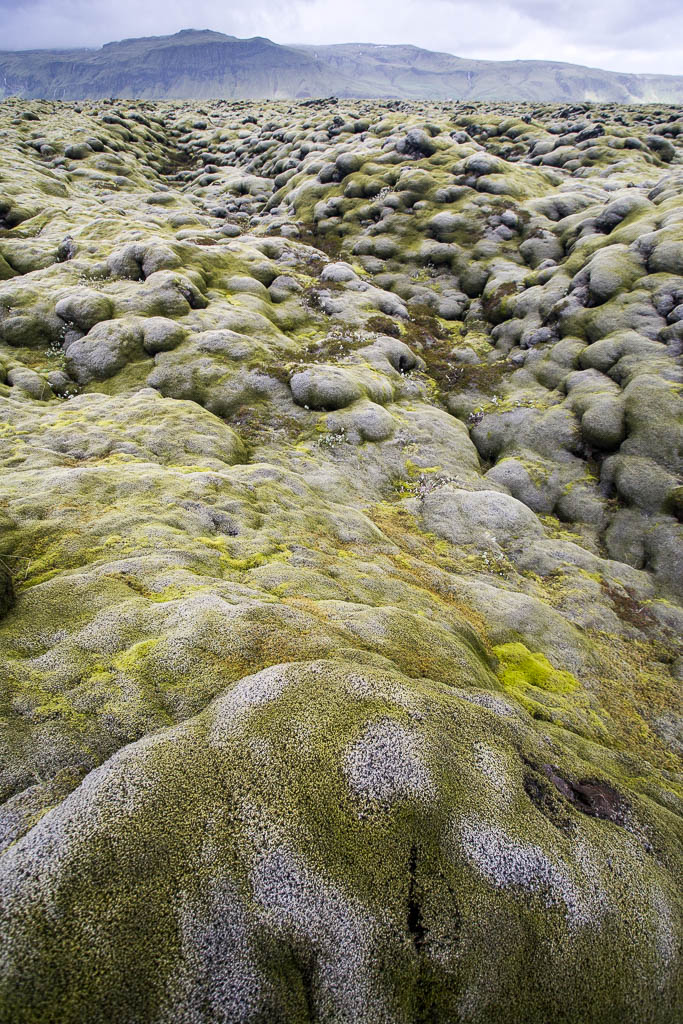
Lakilaven

Jón Steingrímsson (* 10. September 1728 im Hof Þverá bei Blönduhlíð, Skagafjörður; † 11. August 1791 in Prestbakki im Gebiet Síða, nördlich von Kirkjubæjarklaustur) war ein isländischer lutherischer Geistlicher. Er war ein Chronist der Laki-Katastrophe (Móðuharðindin) in den Jahren 1783/1784.

## Leben und Bedeutung
Mit sechzehn Jahren kam Jón in die Schule von Hólar. 1750 machte er dort seinen Abschluss und wurde Diakon in Reynisstaður auf dem Gebiet von Skagafjörður. Nach dem Tod von Jón Vigfússon, der dort ein Kloster leitete, begann Jón Steingrímsson eine Beziehung mit dessen Witwe, Þórunn Hannesdóttir, die recht bald eine Tochter von ihm bekam. Jón verlor daraufhin seine Stelle als Diakon; er wurde verdächtigt, Jón Vigfússon ermordet zu haben, obwohl keine Beweise hierfür vorgebracht werden konnten. Jón und Þórunn wanderten umher, bis Jón 1761 die Ordination erhielt. 1779 bekam er das Gebiet Skaftafell im Südosten Islands zugewiesen.
Jón wirkte seit 1778 als Pfarrer in Kirkjubæjarklaustur, im Síða genannten Gebiet in Südostisland. In der Zeit des Ausbruchs der  Lakagígar, der am 8. Juni 1783 begann und bis zum 7. Februar 1784 andauerte, schrieb der auch naturwissenschaftlich interessierte Jón seine Beobachtungen der Katastrophe, die nachhaltig auf Island und Europa wirkte, nieder. Der Geologe Þorvaldur Thoroddsen äußerte 1925 über die Berichte Jóns, diese seien die besten und ausführlichsten, die zu dem Ausbruch vorlägen.
Jón sah in der Katastrophe eine Strafe Gottes für das angeblich maßlose Leben vieler Isländer.
Bekannt wurde Jón Steingrímsson vor allem durch seine sogenannten  „Feuerpredigten“. Am Sonntag, dem 20. Juli 1783, soll er ein Wunder vollbracht haben; er predigte trotz eines auf die Kirche zufließenden Lavaflusses; dieser versiegte während seiner Predigt und die Kirche blieb vor der Zerstörung verschont. Er ist daher in Island als eldklerkur (dt. „Feuerpriester“) bekannt.
1784 wurde Jón angeklagt, von den Dänen stammendes Geld unbefugt an Gemeindemitglieder verteilt zu haben. Im Herbst desselben Jahres starb Þórunn. Im Winter des Jahres 1785 begann Jón seine Autobiografie zu schreiben, die er 1791 vervollständigen konnte. Sie zählt zu den bedeutendsten Autobiografien des 18. Jahrhunderts. Darin reflektiert er sein Leben, welches er als Martyrium und Probe vor Gott versteht. Im Jahr 1786 litt Jón an verschiedenen Krankheiten sowie einer Depression. Von dieser erholte er sich mit Hilfe seines Glaubens und heiratete die Pfarrerstochter Margrét Sigurðardóttir, deren Vater in Stafholt wirkte.

## Würdigung
In Kirkjubæjarklaustur erinnert eine 1974 eingeweihte Kapelle an Jón Steingrímsson. Der Priester liegt dort begraben.
Der Autor Ófeigur Sigurðsson schrieb den 2011 mit dem Literaturpreis der Europäischen Union ausgezeichneten historischen Roman Skáldsaga um Jón (dt. „Roman über Jón“).